# كامينو
كامينو (بالإيطالية: Camino)‏ هي بلدية في مقاطعة ألساندريا في إقليم بييمونتي في إيطاليا.

## السكان
في سنة 1861 بلغ عدد السكان 2٬457 نسمة، وتطور العدد ليصل في سنة 2011 لـ 802 نسمة.
يظهر هذا المخطط البياني تطور النمو السكاني لـ كامينو